# Мухаммед II ибн Язид
Мухаммед II ибн Язид (X век) — 5-й Ширваншах (917-917).
Об этом Ширваншахе сохранились противоречивые данные. В книге «Тарих ал-Баб» написано: «После некоторого времени Язид скончался, и на его место был возведен его сын Мухаммед ибн Язид».